# Santillana
Carlos Alonso González (n. 23 august, 1952 în Santillana del Mar, Cantabria), cunoscut ca Santillana (nume după locul nașterii), a fost un fotbalist spaniol, care juca pe postul de atacant. Este al treilea jucător la numărul de apariții (643), dar și de goluri (290), pentru clubul Real Madrid.
Este cunoscut pentru perioada de la Real Madrid, și a fost cunoscut pentru lovitura sa de cap uimitoare, cu o săritură de 1,80 m, și este cunoscut ca unul din cei mai buni atacanți din istoria fotbalului spaniol.

## Palmares

### Club
Real Madrid
- Cupa UEFA: 1984–85, 1985–86
- La Liga (9): 1971–72, 1974–75, 1975–76, 1977–78, 1978–79, 1979–80, 1985–86, 1986–87, 1987–88
- Copa del Rey: 1973–74, 1974–75, 1979–80, 1981–82
- Copa de la Liga: 1984–85

### Națională
- Campionatul European de Fotbal:

Finalist: 1984

## Goluri internaționale
| #   | Data              | Stadion                            | Oponent           | Scor | Rezultat | Competiția               |
| --- | ----------------- | ---------------------------------- | ----------------- | ---- | -------- | ------------------------ |
| 1.  | 16 noiembrie 1975 | 23 August, București, România      | România           | 0–2  | 2–2      | Preliminariile Euro 1976 |
| 2.  | 24 aprilie 1976   | Vicente Calderón, Madrid, Spania   | Germania de Vest  | 1–0  | 1–1      | Preliminariile Euro 1976 |
| 3.  | 4 octombrie 1978  | Maksimir, Zagreb, Iugoslavia       | Iugoslavia        | 0–2  | 1–2      | Preliminariile Euro 1980 |
| 4.  | 13 decembrie 1978 | El Helmántico, Salamanca, Spania   | Cipru             | 3–0  | 5–0      | Preliminariile Euro 1980 |
| 5.  | 13 decembrie 1978 | El Helmántico, Salamanca, Spania   | Cipru             | 5–0  | 5–0      | Preliminariile Euro 1980 |
| 6.  | 9 decembrie 1979  | Tsirion, Limassol, Cipru           | Cipru             | 0–2  | 1–3      | Preliminariile Euro 1980 |
| 7.  | 27 aprilie 1983   | La Romareda, Zaragoza, Spania      | Republica Irlanda | 1–0  | 2–0      | Preliminariile Euro 1984 |
| 8.  | 16 noiembrie 1983 | De Kuip, Rotterdam, Olanda         | Țările de Jos     | 1–1  | 2–1      | Preliminariile Euro 1984 |
| 9.  | 21 decembrie 1983 | Benito Villamarín, Sevilla, Spania | Malta             | 1–0  | 12–1     | Preliminariile Euro 1984 |
| 10. | 21 decembrie 1983 | Benito Villamarín, Sevilla, Spania | Malta             | 2–1  | 12–1     | Preliminariile Euro 1984 |
| 11. | 21 decembrie 1983 | Benito Villamarín, Sevilla, Spania | Malta             | 3–1  | 12–1     | Preliminariile Euro 1984 |
| 12. | 21 decembrie 1983 | Benito Villamarín, Sevilla, Spania | Malta             | 9–1  | 12–1     | Preliminariile Euro 1984 |
| 13. | 11 aprilie 1984   | Luis Casanova, Valencia, Spania    | Danemarca         | 1–1  | 2–1      | Meci amical              |
| 14. | 26 mai 1984       | Charmilles, Geneva, Elveția        | Elveția           | 0–1  | 0–4      | Meci amical              |
| 15. | 17 iunie 1984     | Vélodrome, Marseille, Franța       | Portugalia        | 1–1  | 1–1      | UEFA Euro 1984           |